# آقامالیان
آقامالیان (زبان ارمنی: Աղամալյան), یکی از نام‌های خانوادگی رایج در میان ارمنیان می‌باشد.
- آرامائیس آقامالیان
- واهان آقامالیان
- آرتم آقامالیان